# Castello di Mancapane (Collecchio)
Das Castello di Mancapane, auch Castello di Manchapan genannt, ist eine abgegangene mittelalterliche Niederungsburg in der Nähe der Pieve di San Prospero in Collecchio in der italienischen Region Emilia-Romagna.

## Geschichte
Die Burg wurde Anfang des 13. Jahrhunderts auf der Anhöhe von Collecchio errichtet, vermutlich im Auftrag der Rossis. Bereits im 11. Jahrhundert könnte an dieser Stelle eine Burg gestanden haben, noch vor dem sogenannten „Castello di Collecchio“, dem befestigten Grafenpalast, der an der Stelle der heutigen Villa Paveri Fontana stand und den Bischöfen von Parma, Lehensherren der Gegend ab dem 10. Jahrhundert, gehörte.
Dennoch stammt das erste sichere Zeugnis von der Existenz einer Burg an dieser Stelle erst aus dem Jahre 1303, als die Rossis, die aus Parma vertrieben worden waren, dort Zuflucht fanden und dort auch den Angriff auf die Stadt ausheckten. Zwei Jahre später kam ihnen Giberto III. da Correggio, der Herr von Parma, zuvor, da er ihre Pläne verstanden hatte, und griff die Burg an, die während der bitteren Gefechte zusammen mit einem guten Teil der benachbarten Siedlung Collecchio zerstört wurde.
Einige Jahre später war in der teilweise wiederhergestellten Burg der Sage nach Dante Alighieri während seines Umzugs von Lunigiana nach Verona für eine Nacht zu Gast. Trotz der Versuche, ihn bestens zu bedienen, seien die Eigentümer nicht imstande gewesen, ihm während des Essens Brot zu reichen, und so habe der Dichter die Burg in „Castello di Mancapane“ (im Dialekt der Gegend: „Castello di Manchapan“; dt.: Burg, auf der Brot fehlt) umbenannt.
1443 wurde Annibale I. Bentivoglio, als er nach der gewagten Befreiung des Castello di Varano floh, von der Garnison der Burg von Collecchio mit einem frischen Pferd versorgt.
1680 war die Burg noch bewohnt, wie durch eine notarielle Urkunde belegt ist, und 1832 standen die Reste der Burg noch, die der Familie Nicelli gehörten.
Im Zweiten Weltkrieg war in den Ruinen das Ortskommando der Deutschen Wehrmacht untergebracht. Aus diesem Grunde wurden die Ruinen der Burg von den Alliierten fast vollständig zerstört.
Die letzten Überreste des Castello di Mancapane wurden vernichtet, als 1963 anstelle der alten Burg ein neues Wohnviertel errichtet wurde.